# Aspach-Michelbach
Aspach-Michelbach község Franciaország Grand Est régiójában, Haut-Rhin megyében. Új községként 2016. január 1-jén jött létre Aspach-le-Haut és Michelbach korábbi község egyesítésével.

## Népesség
| Lakosok száma | 1788 | 1777 | 1771 | 1767 | 1760 | 1754 |
|               | 2017 | 2018 | 2019 | 2020 | 2021 | 2022 |